# سیدی عامر، الجزایر
سیدی عامر (به عربی: دائرة سيدي عامر) یک شهرداری در الجزایر است که در استان مسیله واقع شده‌است. سیدی عامر ۱۸٬۷۲۱ نفر جمعیت دارد.